# Rafael Ignacio Arias Blanco
Rafael Ignacio Arias Blanco (La Guaira, 18 de febrero de 1906-Barcelona (Venezuela), 30 de septiembre de 1959) fue un obispo católico que ejerció su pastoral en varios lugares de Venezuela, siendo su último ministerio la Arquidiócesis de Caracas como XI Arzobispo. Muere en un accidente de tránsito en la ciudad de Barcelona Estado Estado Anzoátegui.

## Biografía
Nació en La Guaira el 18 de febrero de 1906, sus padres Carlos Manuel Arias y Carmen Teresa Jiménez, a los seis años quedó en custodia de sus tías paternas, Mercedes, Isabel y María Teresa Arias, para continuar su educación.

### Estudios
Ingresó al Seminario de Caracas el 17 de enero de 1917. Allí cursó estudios de latinidad, humanidades, ciencias y filosofía. 
En el Colegio Pío Latinoamericano y en la Universidad Gregoriana de Roma, realizó estudios de teología, sagradas escrituras, patrística, historia eclesiástica y derecho canónico para recibirse de Doctor en teología.

## Sacerdote
Recibió las órdenes menores el 1 de febrero de 1925 de manos del entonces arzobispo de Caracas Monseñor Felipe Rincón González.
La ordenación sacerdotal la recibió el 22 de diciembre de 1928 en la ciudad de Roma, oficiando su primera Eucaristía el 25 de diciembre en la solemnidad del nacimiento del Redentor, regresando a Venezuela a mediados de 1929, para incardinarse a la Arquidiócesis de Caracas. 

### Cargos
- Cooperador de la Santa Capilla.
- Formador en el Seminario
- Párroco de Guatire
- Vicario de Villa de Cura
- Párroco del Divina Pastora en Caracas.

## Obispo

### Nombramiento
El Papa Pío XI lo nombró obispo titular de Attalea en Pamphylia y obispo auxiliar de Cumaná el 21 de junio de 1937.

### Ordenación Episcopal
Recibió la ordenación episcopal el 12 de diciembre de 1937 en la Iglesia de la Divina Pastora en Caracas.

#### Obispo consagrantes
- Consagrante principal:
  - Excmo. Mons. Luigi Centoz †, Arzobispo titular de Edesa en Osrhoene.
- Concelebrantes asistentes:
  - Excmo. Mons. Sixto Sosa Díaz †, Obispo de Cumaná.
  - Excmo. Mons. Gregorio Adam Dalmau †, Obispo de Valencia en Venezuela.

Obispo Auxiliar de Cumaná
Como Auxiliar del Obispo Sixto Sosa durante dos años, se formó como obispo y obtuvo frutos episcopales que le ayudaron en sus futuros trabajos episcopales.

### Obispo de San Cristóbal
Fue nombrado por el Venerable Papa Pío XII Obispo de la Diócesis de San Cristóbal, el 12 de diciembre de 1939. En el Táchira, Desempeño una hermosa labor de servicio con la gente de los campos y pueblos andinos, ganándose el cariño de los que habitaban las montañas tachirenses hasta 1952. Incentivo a la construcción del Seminario Diocesano de Santo Tomás de Aquino; siendo obispo de San Cristóbal fue también Administrador apostólico de la Diócesis de Barquisimeto desde 1947 hasta 1949.

### Arzobispo Coadjutor
El 23 de abril de 1952, para ayudar en el gobierno y pastoreo de la Arquidiócesis de Caracas el Papa Pío XII le pide que se traslade a Caracas para acompañar en mencionada tarea al Arzobispo Lucas Guillermo Castillo. Le confiere el título de XII Arzobispo titular Pompeiopolis en Cilicia

### Arzobispo XI de Caracas
Luego de la muerte del Arzobispo Lucas Guillermo Castillo, el 9 de septiembre de 1954 se convirtió automáticamente en el XI Arzobispo de Caracas.

#### Obras en la Arquidiócesis de Caracas
- Creación de nuevas Parroquias.
- Organización de la Curia Arzobispal y del Seminario
- Ayudó a establecer numerosas comunidades de vida consagrada.
- fomentó las vocaciones sacerdotales.
- Fortaleció de la catequesis escolar y de la educación católica.
- Desarrollo de los Secretariados Arquidiocesanos de Pastoral, y la realización del Congreso Eucarístico Bolivariano.

## Ante el gobierno de la época
Dotado de grandes cualidades, entre ellas una férrea personalidad, gran simpatía personal, carismático liderazgo, amor a la libertad y patriotismo, Mons. Arias Blanco, insigne apóstol de los pobres, se preocupó especialmente por la aplicación de la Doctrina Social de la Iglesia, y publicó su famosa Carta Pastoral  sobre la cuestión laboral en ocasión del 1 de mayo de 1957, la cual fue punto de partida para la caída de la dictadura y el restablecimiento de la vida democrática en Venezuela.

## Muerte
Su trágica muerte, ocurrida el 30 de septiembre de 1959 en un accidente automovilístico en compañía del Obispo de Barcelona, Mons. José Humberto Paparoni, y del Padre Hermenegildo Carli, fue ocasión de extraordinarias manifestaciones de duelo y pesar por parte de todos los sectores de Caracas y de Venezuela.
| Predecesor: Tomás Antonio San Miguel Díaz      | II Obispo de San Cristóbal 1939 - 1952 | Sucesor: Alejandro Fernández Feo-Tinoco |
| Predecesor: Lucas Guillermo Castillo Hernández | Arzobispo de Caracas 1960 - 1980       | Sucesor: José Humberto Quintero         |